# 商業高校前停留場
商業高校前停留場（しょうぎょうこうこうまえていりゅうじょう）は、熊本県熊本市中央区神水一丁目、神水本町にある熊本市交通局（熊本市電）の電停。停留所番号は20。A系統・B系統が停車する。熊本県立熊本商業高等学校は当電停前にある。

## 利用可能な路線
熊本市交通局
- 健軍線 - ■A系統・■B系統

## 歴史
- 1950年（昭和25年）：開業。

## 停留場構造
相対式2面2線である。横断歩道を渡ってアクセスする。歩道橋からはアクセスできない。
ホーム幅の関係から、台風接近などによる熊本商業高校の一斉下校の時は、生徒が電停に収まりきらず軌道と車道の間に並ばざるを得ない事もある。
| のりば | 路線           | 方向 | 行先                                                 |
| ------ | -------------- | ---- | ---------------------------------------------------- |
| 西側   | ■A系統         | 上り | 新水前寺駅前・通町筋・辛島町・熊本駅前・田崎橋方面   |
| 西側   | ■B系統         | 上り | 新水前寺駅前・通町筋・辛島町・本妙寺入口・上熊本方面 |
| 東側   | ■A系統・■B系統 | 下り | 動植物園入口・健軍町方面                             |

## 利用状況
| 1日乗降人員推移 | 1日乗降人員推移 |
| 年度            | 1日平均人数     |
| --------------- | --------------- |
| 2011年          | 845             |
| 2012年          | 722             |
| 2013年          | 823             |
| 2014年          | 870             |
| 2015年          | 996             |

## 停留場周辺
北側は小学校と高等学校、南側は住宅街である。
- 熊本県立熊本商業高等学校
- 熊本市立砂取小学校
- 上江津湖（水前寺江津湖公園上江津地区）

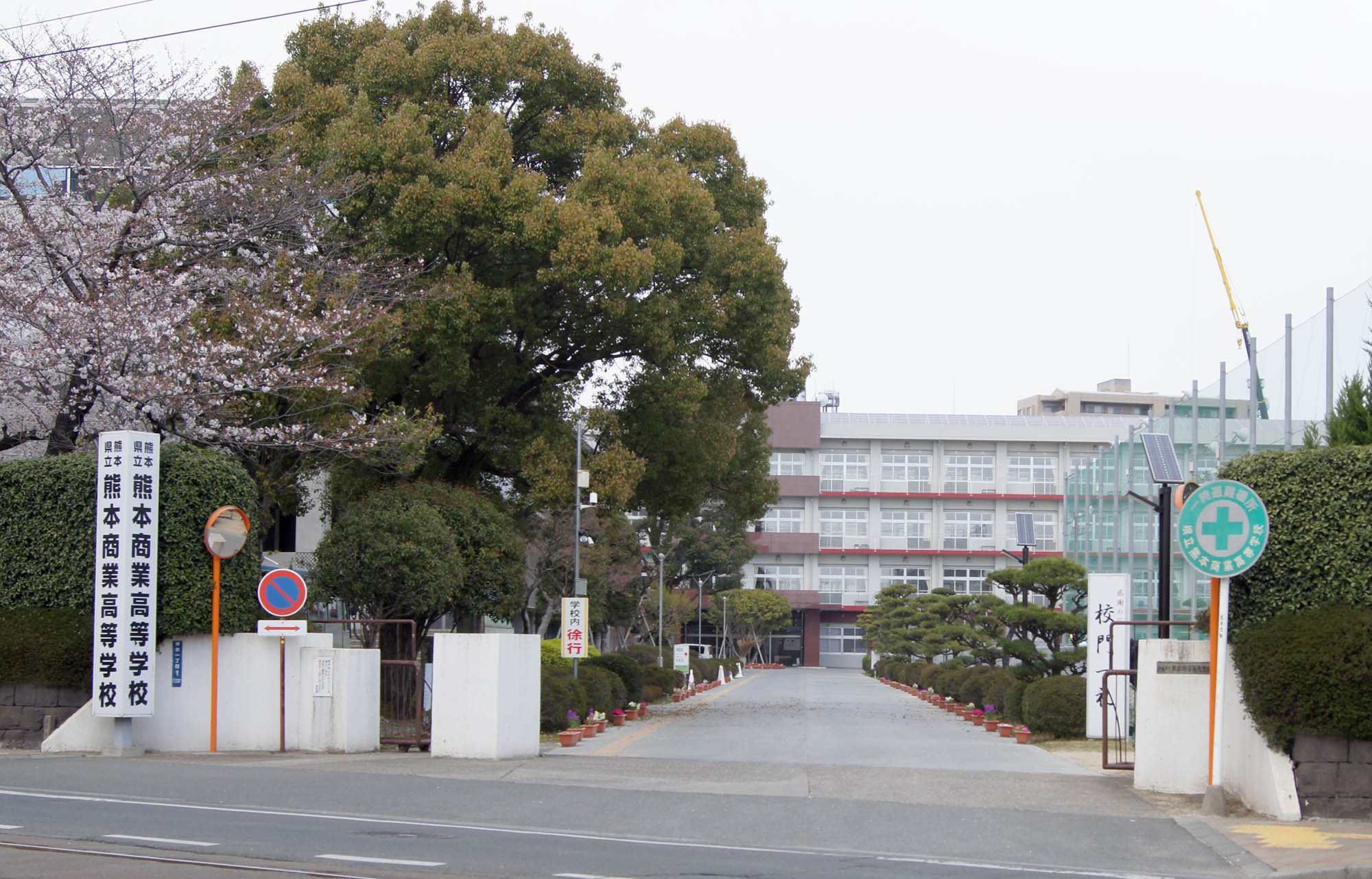
熊本県立熊本商業高等学校

- 熊本市上江津湖畔トイレ（くまもとアートポリス参加プロジェクト）
- 熊本市上下水道局（くまもとアートポリス選定既存建造物）
- 熊本市総合体育館・青年会館
- 熊本県庁舎
  - 熊本県警察本部
  - モンキー・D・ルフィ像（県庁正門プロムナードに設置）
- ヨネザワ本社

## バス路線
- 熊商前バス停留所

下記の路線を産交バスが運行。
| 系統                             | 行先                                     | 備考                                                 |
| -------------------------------- | ---------------------------------------- | ---------------------------------------------------- |
| 熊商前・水前寺公園・市役所前方面 |                                          |                                                      |
| L4-1                             | 西部車庫（桜町BT、春日校前経由）         |                                                      |
| L5-1・L6-3                       | 桜町BT                                   |                                                      |
| L6-3                             | 小島産交（桜町BT、熊本駅前、西高前経由） | 平日6時台1便のみ。                                   |
| 健軍電停方面                     |                                          |                                                      |
| L4-1                             | 小楠記念館入口（東区役所）               | 行先方向幕は沼山津。                                 |
| L5-1                             | 御船（沼山津、東無田経由）               |                                                      |
| L6-3                             | 木山産交（惣領、木山交通広場経由）       | 平日夜間の3便と土曜7時台の便は「木山交通広場」は通過 |

- 過去には「熊本市交通局（市営バス）→熊本都市バス」と「熊本バス」の路線も運行していたが2社とも廃止した。

## 隣の停留場
熊本市交通局
■A系統・■B系統（健軍線）
市立体育館前電停 (19) - 商業高校前電停 (20) - 八丁馬場電停 (21)